# Barragem do Poilão
Comprimento = 153 metros. 
A Barragem de Poilão está localizada no concelho de Santa Cruz, no limite com o concelho de São Lourenço dos Órgãos, na vertente leste da ilha de Santiago, em Cabo Verde. A construção foi feita pela China e finalizada em 2006.